# Ministerstwo Spraw Wewnętrznych (1918–1945)
Ministerstwo Spraw Wewnętrznych (M.S.W.) – urząd administracji rządowej w Polsce istniejący w II Rzeczypospolitej, wywodzący się bezpośrednio ze struktur powołanych przez władze regencyjnego Królestwa Polskiego. Był to jeden z najważniejszych i najbardziej rozbudowanych resortów II Rzeczypospolitej, mający kluczowe znaczenie w kwestii wpływu na sytuację społeczno-polityczną w państwie. Do jego głównych zadań należały następujące sprawy: utrzymywanie porządku i bezpieczeństwa publicznego, ogólny zarząd w kraju, nadzór nad samorządem terytorialnym oraz statystyka administracyjna. Po wybuchu II wojny światowej działalność w zakresie administracji spraw wewnętrznych przejęły odpowiednie organy Naczelnych Władz Państwowych na Uchodźstwie.

## Początki resortu w Królestwie Polskim (1917–1918)
Pierwsze struktury resortu zostały utworzone jeszcze podczas trwania I wojny światowej. Jednym z organów tymczasowej Rady Stanu w Królestwie Polskim był Departament Spraw Wewnętrznych, którym kierował dyrektor Michał Łempicki. Głównymi zadaniami departamentu były: organizacja administracji terenowej i statystycznej oraz powszechnej służby zdrowia, a także opracowanie przepisów ordynacji wyborczej dla samorządu miejskiego.
Na podstawie dekretu Rady Regencyjnej z 3 stycznia 1918 r. o tymczasowej organizacji władz naczelnych w Królestwie Polskim departamenty przekształcono w ministerstwa. Przepisy weszły w życie 1 lutego 1918 r., zgodnie z nimi utworzone zostało Ministerstwo Spraw Wewnętrznych, któremu podlegały ogólny zarząd krajowy i samorząd lokalny, policja, służba zdrowia, budownictwo i odbudowa kraju, transport wodny, drogi lądowe i środki komunikacji, poczty i telegrafy, naturalizacja państwowa, statystyka ogólna, ubezpieczenia państwowe, nadzór nad prasą.
Pierwszym Ministrem Spraw Wewnętrznych został Jan Stecki (w rządzie Jana Kucharzewskiego).
W pierwszej połowie 1918 r. została ustalona struktura wewnętrzna MSW, która opierała się na wcześniejszej organizacji Departamentu Spraw Wewnętrznych. Przedstawiała się ona następująco:
- Sekcja Administracyjna
  - Wydział Administracji Ogólnej
  - Wydział Policji
  - Dyrekcja Służby Zdrowia
  - Wydział Budownictwa i Odbudowy Kraju
  - Wydział Weterynarii
- Sekcja Samorządowa
  - Wydział Samorządu Miejskiego
  - Wydział Samorządu Ziemskiego
- Sekcja Ogólna
  - Wydział Prawny
  - Wydział Statystyczny
  - Wydział Ubezpieczeń
  - Wydział Emigracji i Reemigracji
  - Wydział Poczt, Telegrafów i Telefonów
  - Wydział Społeczno-Polityczny
- Kancelaria Główna

## Ministerstwo Spraw Wewnętrznych II Rzeczypospolitej (1918–1939)
17 listopada 1918 r. Józef Piłsudski powołał rząd Jędrzeja Moraczewskiego. Pod względem prawno-organizacyjnym Ministerstwo Spraw Wewnętrznych zachowało ciągłość ze strukturami działającymi wcześniej w ramach prowizorium rządowego Władysława Wróblewskiego. Mianowanie ministrem Stanisława Thugutta było natomiast nawiązaniem do działalności Tymczasowego Rządu Ludowego Republiki Polskiej, w którym od 7 listopada 1918 r. sprawował on tę funkcję.
Siedzibą ministerstwa od 1918 r. był Pałac Zamoyskiego przy ul. Nowy Świat 69 w Warszawie. W tym samym budynku znajdowała się centrala służb policyjnych (pod adresem Nowy Świat 67).
Minister spraw wewnętrznych był jednym z najważniejszych urzędników administracji rządowej. Jego pozycja w organach władzy państwowej była silna zarówno w okresie demokracji parlamentarnej, jak i systemu autorytarnego. O dużej randze politycznej resortu świadczy fakt, że w szczególnie trudnych chwilach dla państwa teka ministra była obejmowana przez szefów rządu.
W przypadku nieobecności Prezesa Rady Ministrów szef MSW stawał się najczęściej jego nieformalnym zastępcą poprzez przejęcie kierowania pracą całego gabinetu. Jego podpis na dokumentach państwowych znajdował się zaraz za podpisem premiera. Minister był zwierzchnikiem administracji ogólnej w terenie, sprawując nadzór nad działalnością władz administracyjnych II instancji (wojewodów) i I instancji (starostów). Na przestrzeni dwudziestolecia wchodził on również w skład takich struktur jak: Rada Obrony Państwa, Komitet Ekonomiczny Ministrów, Komitet Obrony Rzeczypospolitej.
Biorąc pod uwagę kwestie finansowe, Ministerstwo Spraw Wewnętrznych, z budżetem na poziomie ok. 8% ogólnych wydatków państwa, ustępowało jedynie Ministerstwu Spraw Wojskowych oraz Ministerstwu Wyznań Religijnych i Oświecenia Publicznego.

### Organy, urzędy i instytucje podległe ministrowi
Oprócz resortu, będącego urzędem pomocniczym, Ministrowi Spraw Wewnętrznych podlegały również dwa urzędy centralne:
- Główny Urząd Statystyczny – utworzony reskryptem Rady Regencyjnej z 13 lipca 1918 r.[2] na bazie Wydziału Statystycznego Sekcji Ogólnej MSW. Zgodnie z ustawą z 21 października 1919 r.[3] nadzorowany bezpośrednio przez Radę Ministrów, po wejściu w życie ustawy z 1 czerwca 1923 r.[4] podporządkowany resortowi spraw wewnętrznych.
- Policja Państwowa – utworzona ustawą z 24 lipca 1919 r.[5] w wyniku unifikacji służb policyjnych na terenie całego kraju. Wcześniej ministrowi podlegały: Milicja Ludowa (utworzona przepisami z 5 grudnia 1918 r.[6] i dekretem z 7 lutego 1919 r.[7]) oraz Policja Komunalna (utworzona dekretem z 9 stycznia 1919 r.[8]). Autonomiczną jednostką była Policja Województwa Śląskiego (utworzona rozporządzeniem Wojewody Śląskiego z 17 czerwca 1922 r.). W okresie od 18 kwietnia 1921 r. do 28 grudnia 1922 r. Komenda Główna Policji Państwowej bezpośrednio wchodziła w skład resortu jako departament o specjalnym zakresie działania. Nowelizacja przepisów o policji została dokonana na mocy rozporządzenia Prezydenta RP z 6 marca 1928 r.[9] W 1939 r. KG PP nadzorowała działalność następujących jednostek terenowych: komenda m. st. Warszawy, 15 komend wojewódzkich, 16 urzędów śledczych, 225 komend powiatowych, 17 komend miejskich, 61 wydziałów śledczych, 156 komisariatów, 2729 posterunków, 8 oddziałów rezerwy.

Szef MSW sprawował także częściowy nadzór nad formacjami zorganizowanymi na zasadach wojskowych:
- Korpus Ochrony Pogranicza – utworzony rozkazem Ministra Spraw Wojskowych z 12 września 1924 r., podporządkowany MSW w kwestiach budżetowych i ochrony granicy wschodniej (pozostałe sprawy organizacyjne nadzorował Minister Spraw Wojskowych). Wcześniej podobne zadania w ramach resortu spraw wewnętrznych wykonywały: Bataliony Celne (od 10 września 1921 r.), Straż Graniczna (od 10 listopada 1922 r.), Policja Państwowa (od 1 lipca 1923 r.).
- Straż Graniczna – utworzona rozporządzeniem Prezydenta RP z 22 marca 1928 r.[10], podporządkowana MSW w kwestiach ochrony granicy północnej, zachodniej i południowej (pozostałe sprawy organizacyjne pozostawały pod nadzorem Ministra Skarbu oraz Ministra Spraw Wojskowych).

Od 1918 r. trwał proces stopniowego ujednolicania organizacji władz administracji ogólnej. Ostatecznie zasady te zostały uporządkowane rozporządzeniem Prezydenta RP z 19 stycznia 1928 r. Na jego podstawie w terenie funkcjonowały:
- wojewódzkie władze administracji ogólnej – wojewodowie i Komisarz Rządu m.st. Warszawy mianowani przez Prezydenta RP, podlegający pod względem personalnym Ministrowi Spraw Wewnętrznych, a pod względem służbowym właściwym ministrom. Autonomiczną pozycję posiadał Wojewoda Śląski na mocy przepisów Statutu Organicznego Województwa Śląskiego. W 1939 r. istniało 17 urzędów wojewódzkich.
- powiatowe władze administracji ogólnej – starostowie mianowani przez Ministra Spraw Wewnętrznych, podlegający pod względem personalnym i służbowym wojewodom. W 1939 r. istniały 264 starostwa powiatowe, w tym 23 starostwa grodzkie w powiatach miejskich.

Unifikacją objęto również ustrój samorządu terytorialnego, nad którym nadzór sprawowały odpowiednie terenowe władze administracji ogólnej oraz minister. Zgodnie z ustawą z 23 marca 1933 r. w jego skład wchodziły:
- organy samorządu powiatowego – rady powiatowe oraz wydziały powiatowe ze starostami na czele.
- organy samorządu gminnego – w gminach miejskich: rady miejskie oraz zarządy miejskie z prezydentami miast lub burmistrzami na czele; w gminach wiejskich: rady gminne oraz zarządy gminne z wójtami na czele.

Inne urzędy i instytucje podporządkowane resortowi to:
- Tymczasowy Wydział Samorządowy we Lwowie – utworzony ustawą z 30 stycznia 1920 r.[13], zlikwidowany na podstawie rozporządzenia Prezydenta RP z 16 stycznia 1928 r.[14]
- Wojewódzkie Sądy Administracyjne w Poznaniu i Toruniu – utworzone rozporządzeniem Ministra byłej Dzielnicy Pruskiej z 21 lutego 1920 r.
- Naczelny Nadzwyczajny Komisarz do Walki z Epidemiami – urząd powołany ustawą z 14 lipca 1920 r.[15], pozostający pod nadzorem Ministra Zdrowia Publicznego, od 28 stycznia 1924 r. podporządkowany MSW[16], zlikwidowany w związku z wejściem w życie ustawy z 21 lutego 1935 r.[17]
- Tymczasowy Zarząd Terenów Przyfrontowych i Etapowych – utworzony rozkazem Naczelnego Wodza z 9 września 1920 r., zlikwidowany na mocy rozporządzenia Rady Ministrów z 27 listopada 1920 r.[18]
- Urząd dla Spraw Mniejszości w Katowicach – utworzony rozporządzeniem Rady Ministrów z 3 listopada 1922 r.[19], zlikwidowany zgodnie z rozporządzeniem Rady Ministrów z 12 lipca 1937 r.[20]
- Nadzwyczajny Komisarz do Walki z Drożyzną – urząd powołany uchwałą Rady Ministrów z 1 lutego 1923 r., zlikwidowany uchwałą Rady Ministrów z 23 czerwca 1924 r., następnie jego kompetencje przejął Wydział Aprowizacyjny resortu spraw wewnętrznych.
- Państwowe Zakłady Wodociągowe na Górnym Śląsku – utworzone rozporządzeniem Ministra Robót Publicznych z 27 lipca 1924 r.[21] i pozostające pod jego nadzorem, od 1 lipca 1932 r. podporządkowane MSW.[22]
- Państwowy Zakład Higieny – utworzony rozporządzeniem Prezydenta RP z 10 czerwca 1927 r.[23] w wyniku połączenia w jedną instytucję Państwowego Zakładu Higieny, Państwowego Zakładu Badania Surowic oraz Państwowego Instytutu Farmakologicznego, podlegał resortowi spraw wewnętrznych do 1 lipca 1932 r., następnie został włączony do zakresu działania Ministra Pracy i Opieki Społecznej[24].
- Państwowe Zakłady Badania Żywności i Przedmiotów Użytku – utworzone rozporządzeniem Prezydenta RP z 22 marca 1928 r.[25], podporządkowane MSW do 1 kwietnia 1935 r., następnie zostały włączone do Państwowego Zakładu Higieny podlegającego Ministrowi Opieki Społecznej[26].
- Państwowe Zakłady Przemysłowo-Zbożowe – utworzone rozporządzeniem Rady Ministrów z 18 czerwca 1928 r.[27], były nadzorowane przez resort spraw wewnętrznych do 3 września 1936 r., następnie przekazano je Ministrowi Rolnictwa i Reform Rolnych[28].
- Przedsiębiorstwo państwowe „Gazeta Administracji i Policji Państwowej” – wydawanie publikacji książkowych i czasopism. Głównym pismem resortu była: „Gazeta Policji Państwowej (od 1919 r.), „Gazeta Administracji i Policji Państwowej” (od 1922 r.), „Gazeta Administracji” (od 1936 r.). Inne wydawnictwa to: „Na Posterunku” (od 1920 r.), „Przegląd Policyjny” (od 1936 r.).

### Najważniejsze zmiany w strukturze i zakresie działania
W ciągu całego dwudziestolecia międzywojennego Ministerstwo Spraw Wewnętrznych ulegało wielokrotnym przeobrażeniom i reorganizacjom (było ich około 30). Z zakresu działania resortu, wyposażonego w dosyć szerokie kompetencje, wyłączano kolejne sprawy, które przekazywano innym urzędom w tworzącej się i ciągle ewoluującej administracji państwowej. W początkowych latach działalności z MSW wydzielono: służbę zdrowia (15 maja 1918 r.), statystykę ogólną (19 lipca 1918 r.), aprowizację (2 listopada 1918 r.), służbę weterynaryjną (13 stycznia 1919 r.), administrację techniczną (16 stycznia 1919 r.), poczty, telegrafy i telefony (7 lutego 1919 r.).
Wobec trudnej sytuacji wewnętrznej państwa zarówno struktura MSW, jak i innych resortów kształtowana była w sposób doraźny. Okólnikiem nr 295 z 20 maja 1919 r. ministerstwo zostało podzielone na sześć Sekcji (Ogólna, Administracji Powiatowej, Bezpieczeństwa i Obyczajności Publicznej, Samorządowa, Ustawodawczo-Opiniodawcza, Inspektorat). Kolejny okólnik nr 846 z 2 stycznia 1920 r. zredukował liczbę Sekcji do czterech (Ogólna, Administracyjna, Bezpieczeństwa Publicznego i Prasy, Samorządowa).

#### Statut organizacyjny z 13 stycznia 1921
Rozporządzeniem Rady Ministrów z 28 października 1920 r. ustalone zostały zasady organizacji i urzędowania ministerstw. Na tej podstawie rząd 13 stycznia 1921 r. zatwierdził statut resortu, w którym w miejsce sekcji zostały utworzone departamenty. Reforma weszła w życie 1 kwietnia 1921 r.
- Departament Prezydialny
  - Wydział Prezydialny
  - Wydział Osobowy
  - Wydział Budżetowo-Rachunkowy

- Departament Administracyjny
  - Wydział Administracyjny
  - Wydział Ewidencji Ludności
  - Wydział Wojskowy
  - Wydział Odwoławczy

- Departament Bezpieczeństwa Publicznego i Prasy
  - Wydział Bezpieczeństwa Publicznego
  - Wydział Porządku Publicznego i Policji
  - Wydział Prasowy
  - Wydział Stowarzyszeń

- Departament Samorządu
  - Wydział Samorządu Ziemskiego
  - Wydział Samorządu Miejskiego
  - Wydział Mieszkaniowy

W następnym okresie nastąpiło wiele przekształceń organizacyjnych. 28 lipca 1921 r. sprawy ubezpieczeń państwowych przekazano Ministrowi Skarbu. Po zlikwidowaniu Ministerstwa Aprowizacji jego kompetencje ponownie przeniesiono do MSW 1 stycznia 1922 r. Z dniem 28 kwietnia 1922 r. zakończyło działalność Ministerstwo byłej Dzielnicy Pruskiej. W związku z tym jego zadania realizowane były od tej pory przez szefów odpowiednich resortów, w tym Ministra Spraw Wewnętrznych, który przejął właściwe sprawy na terenach województw poznańskiego i pomorskiego. 19 czerwca 1923 r. MSW podporządkowano Główny Urząd Statystyczny.

#### Statut organizacyjny z 12 lipca 1923
Kolejne rozporządzenie Rady Ministrów w sprawie statutu z 12 lipca 1923 r. wprowadzało m.in. zmiany w postaci utworzenia wydziałów samodzielnych poza strukturami departamentów.
- Departament Ogólny
  - Wydział Osobowy
  - Wydział Budżetowo-Rachunkowy
  - Referat Internowanych

- Departament Administracyjny
  - Wydział Organizacyjno-Administracyjny
  - Wydział Obywatelstwa i Przynależności
  - Wydział Wojskowy
  - Wydział Odwoławczy
  - Referat Śląski

- Departament Bezpieczeństwa Publicznego i Prasy
  - Wydział Bezpieczeństwa Publicznego
  - Wydział Porządku Publicznego
  - Wydział Ochrony Granic
  - Wydział Prasowy

- Departament Samorządu
  - Wydział Samorządu Ziemskiego
  - Wydział Samorządu Miejskiego
  - Wydział Mieszkaniowy
  - Wydział Województw Zachodnich

- Wydział Prezydialny

- Wydział Polityczny

- Wydział Aprowizacyjny

#### Statut organizacyjny z 3 marca 1924
19 grudnia 1923 r. zostało zlikwidowane Ministerstwo Zdrowia Publicznego, co oznaczało powrót do MSW większości zadań związanych ze służbą zdrowia (28 stycznia 1924 r.). Tę modyfikację uwzględniono w nowym statucie zatwierdzonym rozporządzeniem Rady Ministrów z 3 marca 1924 r. Na jego mocy utworzono Generalną Dyrekcję Służby Zdrowia na prawach departamentu.
- Departament Administracyjny
  - Wydział Organizacyjny
  - Wydział Administracyjny
  - Wydział Osobowy
  - Wydział Budżetowo-Rachunkowy

- Departament Bezpieczeństwa Publicznego i Prasy
  - Wydział Bezpieczeństwa Publicznego
  - Wydział Porządku Publicznego
  - Wydział Ochrony Granic
  - Wydział Prasowy
  - Wydział Spraw Obywatelstwa i Przynależności

- Departament Samorządu
  - Wydział Samorządu Ziemskiego
  - Wydział Samorządu Miejskiego
  - Wydział Aprowizacyjny

- Generalna Dyrekcja Służby Zdrowia
  - Wydział Inspekcyjno-Organizacyjny
  - Wydział Higieny Społecznej
  - Wydział Walki z Chorobami Zakaźnymi
  - Wydział Zakładów Leczniczych i Uzdrowisk
  - Wydział Farmaceutyczny
  - Wydział Statystyczny
  - Wydział Likwidacyjny

- Wydział Prezydialny

- Wydział Polityczny

#### Statut organizacyjny z 1 lipca 1926
Po zalegalizowaniu zamachu majowego dokonano znacznych zmian strukturalnych w celu ulepszenia funkcjonowania resortu. Zgodnie z rozporządzeniem rządu z 1 lipca 1926 r. sprawami ogólnymi zajął się Departament Organizacyjny, natomiast Departament Polityczny przejął kompetencje związane z bezpieczeństwem państwa.
- Departament Organizacyjny
  - Wydział Organizacyjno-Prawny
  - Wydział Osobowy
  - Wydział Inspekcji, Wyszkolenia i Organizacji Pracy
  - Wydział Ogólny
  - Sekretariat Ministra

- Departament Polityczny
  - Wydział Społeczno-Polityczny
  - Wydział Narodowościowy
  - Wydział Bezpieczeństwa

- Departament Samorządu
  - Wydział Administracji Samorządowej
  - Wydział Finansów Komunalnych
  - Wydział Społeczno-Gospodarczy

- Departament Administracyjny
  - Wydział Praw Stanu Cywilnego i Obywatelskich
  - Wydział Wojskowy
  - Wydział Porządku Publicznego
  - Wydział Administracyjny

- Departament Służby Zdrowia
  - Wydział Inspekcyjno-Organizacyjny
  - Wydział Higieny Społecznej
  - Wydział Walki z Chorobami Zakaźnymi
  - Wydział Zakładów Leczniczych i Uzdrowisk
  - Wydział Farmaceutyczny
  - Wydział Statystyczny

W nowej sytuacji politycznej sprawę zasad organizacji i urzędowania ministerstw regulowało rozporządzenie Rady Ministrów z 25 sierpnia 1926 r. Szczegółowy tryb działania resortu spraw wewnętrznych określał regulamin wprowadzony 2 stycznia 1930 r. Od 6 grudnia 1930 r. w MSW stale funkcjonowało dwóch podsekretarzy stanu. Jeden z wiceministrów odpowiadał za sprawy polityczno-administracyjne, drugi za sprawy samorządowo-gospodarcze.

#### Statut organizacyjny z 25 września 1931
W ciągu 5 lat w ministerstwie zaszło kilka przekształceń i uzupełnień zatwierdzanych kolejnymi rozporządzeniami rządu. Jednolity tekst statutu organizacyjnego MSW został ogłoszony obwieszczeniem ministra z 25 września 1931 r.
- Departament Organizacyjny
  - Wydział Organizacyjno-Prawny
  - Wydział Ogólny
  - Sekretariat Ministra
  - Główny Inspektorat

- Departament Polityczny
  - Wydział Społeczno-Polityczny
  - Wydział Narodowościowy
  - Wydział Bezpieczeństwa

- Departament Samorządu
  - Wydział Administracji Samorządowej
  - Wydział Finansów Komunalnych
  - Wydział Komunalnej Polityki Gospodarczej

- Departament Administracyjny
  - Wydział Praw Stanu Cywilnego i Ruchu Ludności
  - Wydział Porządku Publicznego
  - Wydział Administracyjny
  - Centralne Biuro Filmowe

- Departament Służby Zdrowia
  - Wydział Inspekcyjno-Organizacyjny
  - Wydział Higieny Społecznej
  - Wydział Walki z Chorobami Zakaźnymi
  - Wydział Zakładów Leczniczych i Uzdrowisk
  - Wydział Farmaceutyczny
  - Wydział Statystyczny

- Samodzielny Wydział Wojskowy

- Samodzielny Wydział Aprowizacyjny

- Biuro Personalne

#### Statut organizacyjny z 25 czerwca 1932
W związku ze zlikwidowaniem Ministerstwa Robót Publicznych do MSW przyłączono dział techniczno-budowlany. Z kolei służbę zdrowia powierzono Ministrowi Pracy i Opieki Społecznej. Obie reformy zostały wprowadzone 1 lipca 1932 r. Tego samego dnia moc obowiązującą uzyskała uchwała Rady Ministrów z 25 czerwca 1932 r. nadająca resortowi statut organizacyjny bez określenia wewnętrznego podziału departamentów (w praktyce pozostawiono funkcjonujące dotychczas wydziały). Sprawy dotyczące kierownictwa ministerstwa przejął po Departamencie Organizacyjnym nowo utworzony Gabinet Ministra.
- Departament Polityczny
- Departament Samorządu
- Departament Administracyjny
- Departament Techniczno-Budowlany
- Gabinet Ministra
- Biuro Personalne
- Biuro Wojskowe
- Biuro Aprowizacyjne

W drugiej połowie lat 30. resort posiadał względnie stabilną strukturę. Bez poważniejszych zmian funkcjonowała ona aż do wybuchu II wojny światowej, dokonano jedynie przekazania nadzoru nad komunalnymi kasami oszczędnościowymi Ministrowi Skarbu (29 października 1934 r.), przekształcenia Głównego Inspektoratu Gabinetu Ministra w samodzielne Biuro Inspekcji (okólnik nr 11 z 18 lutego 1935 r.) oraz ponownego wyodrębnienia spraw aprowizacyjnych (1 marca 1938 r.), które przeszły do zakresu działania Ministra Rolnictwa i Reform Rolnych.

#### Organizacja i zakres działania w 1939
W lutym 1939 r. MSW składało się z następujących komórek:
- Gabinet Ministra
  - Wydział Organizacyjno-Prawny
  - Wydział Ogólny
  - Sekretariat Ministra

- Departament Polityczny
  - Wydział Społeczno-Polityczny
  - Wydział Narodowościowy
  - Wydział Bezpieczeństwa

- Departament Samorządu
  - Wydział Administracji Samorządowej
  - Wydział Finansów Komunalnych
  - Wydział Komunalnej Polityki Gospodarczej
  - Wydział Administracyjno-Budowlany

- Departament Administracyjny
  - Wydział Spraw Stanu Cywilnego
  - Wydział Porządku Publicznego
  - Wydział Administracyjny
  - Centralne Biuro Filmowe

- Departament Techniczno-Budowlany
  - Wydział Zabudowania Osiedli
  - Wydział Techniki Budowlanej
  - Wydział Zarządu Gmachów i Placów Państwowych

- Biuro Personalne

- Biuro Wojskowe

- Biuro Inspekcji

Zakres działania ministra w połowie 1939 r. obejmował następujące sprawy:
- Dział polityczno-administracyjny:
  - sprawy społeczno-polityczne i narodowościowe (stronnictwa polityczne, stowarzyszenia, związki, sprawy wyznaniowe, wybory, opinia publiczna, kultura i oświata, samorządy, rynek pracy)
  - sprawy bezpieczeństwa (stany wyjątkowe, sądy doraźne, zwalczanie przestępczości kryminalnej, sabotażu, dywersji, szpiegostwa)
  - sprawy stanu cywilnego i ruchu ludności (akta stanu cywilnego, obywatelstwo, dowody osobiste, sprawy meldunkowe, ewidencja ruchu ludności)
  - sprawy porządku publicznego (nadzór służb policyjnych, ochrona przeciwpożarowa, sprawy broni i materiałów wybuchowych, ochrona granic, kontrola ruchu granicznego, wydawanie paszportów, emigracja, ekstradycja)
  - sprawy różne (postępowanie administracyjne i przymusowe, sprawy likwidacyjne, cenzura i propaganda filmowa)

- Dział samorządowo-gospodarczy:
  - sprawy administracji samorządowej (nadzór nad działalnością samorządu w gminach wiejskich, miastach, powiatach i województwach, sprawy personalne, zatwierdzanie uchwał)
  - sprawy finansów komunalnych (budżet, rachunkowość, sprawozdawczość)
  - sprawy komunalnej polityki gospodarczej (nadzór nad prowadzeniem przedsiębiorstw i zakładów, dostawy, roboty, inwestycje, zwalczanie bezrobocia, kasy pożyczkowo-oszczędnościowe, targi i jarmarki)
  - sprawy administracyjno-budowlane (przepisy i dokumenty prawne w zakresie działu techniczno-budowlanego)
  - sprawy zabudowania osiedli (plany i strona techniczna zabudowy, polityka osiedleńczo-terenowa)
  - sprawy techniki sanitarnej (zaopatrzenie w wodę, usuwanie nieczystości i wód opadowych, sprawy cmentarzy)
  - sprawy techniki budowlanej (opracowanie i zatwierdzanie projektów budowlanych)
  - sprawy zarządu gmachów i placów państwowych (przydział lokali, zarządzanie terenami państwowymi, cmentarze wojenne)

- Dział wojskowy:
  - sprawy obrony państwa (obowiązek wojskowy, wojskowa służba pomocnicza, zastępczy powszechny obowiązek wojskowy, zasiłki wojskowe, obrona przeciwlotnicza i przeciwgazowa, przysposobienie wojskowe i wychowanie fizyczne)

- Dział organizacyjny:
  - sprawy organizacyjno-prawne (statut organizacyjny ministerstwa, podział czynności, regulaminy, redakcja Dziennika Urzędowego i Zbioru Zarządzeń)
  - sprawy ogólne (budżet i rachunkowość ministerstwa, kancelaria)
  - sprawy personalne (polityka kadrowa w resorcie i podległych urzędach)
  - sprawy inspekcji (kontrola wszystkich instytucji podległych ministrowi)
  - sprawy sekretariatu (obsługa ministra, sprawy reprezentacyjne, wyjazdy służbowe)

### Cywilne służby specjalne
Równolegle z kształtowaniem się wojskowych organów wywiadowczych (Oddział II Sztabu Generalnego WP) w Ministerstwie Spraw Wewnętrznych podjęto próbę utworzenia odrębnego pionu cywilnych służb w celu zapewnienia bezpieczeństwa odradzającego się państwa polskiego. W drugiej połowie 1918 r. w ministerstwie zorganizowano Biuro Wywiadowcze. Głównym jego zadaniem było przeciwdziałanie wpływom bolszewickim w społeczeństwie oraz kontrola politycznej działalności mniejszości narodowych. Wobec niewielkiej skuteczności biuro zostało rozwiązane w marcu 1919 r. i zastąpione przez Wydział Informacyjny, który również nie spełnił pokładanych w nim nadziei.
W związku z faktem, iż funkcje informacyjno-polityczne spełniały także struktury Milicji Ludowej (Oddział Wywiadowczy) oraz Policji Komunalnej (Inspektorat Defensywy Politycznej), podjęto decyzję o zintegrowaniu i usprawnieniu wszystkich służb wywiadu politycznego. Po ostatecznym uformowaniu się jednolitych organów porządku publicznego w październiku 1919 r. sprawy bezpieczeństwa wewnętrznego przekazano Policji Państwowej, natomiast polityczny nadzór powierzono Sekcji, a później Departamentowi Bezpieczeństwa Publicznego i Prasy. Nowo powstały Inspektorat Defensywy Politycznej KG PP zajmował się inwigilacją oraz zwalczaniem organizacji i grup społecznych uznawanych za zagrożenie dla państwa. Od listopada 1920 r. jednostka funkcjonowała pod nazwą Wydział IV D KG PP, stopniowo rozbudowywano również komórki terenowe (ekspozytury i agentury).
31 maja 1922 r. ustalone zostały zasady współpracy z Oddziałem II SG WP. Od tej pory całość zadań związanych z bezpieczeństwem i porządkiem publicznym w kraju przejęło MSW. Oddział II SG WP skupił się natomiast na sprawach ściśle związanych z obronnością państwa i siłami zbrojnymi oraz działaniem poza granicami RP.
W celu zwiększenia kontroli policji politycznej przez organy administracji ogólnej 26 kwietnia 1923 r. dokonano wyłączenia tego pionu ze struktur Policji Państwowej. W jego miejsce powołana została Służba Informacyjna. W terenie zorganizowano specjalne komórki podlegające wojewodom i starostom (Oddziały i Agentury Informacyjne), natomiast pracę w centrali koordynował Oddział Informacyjny w ramach Wydziału Bezpieczeństwa Publicznego Departamentu Bezpieczeństwa Publicznego i Prasy. Ponieważ przedsięwzięcie zakończyło się niepowodzeniem, szybko powrócono do poprzednich rozwiązań. 16 czerwca 1924 r. utworzono Wydział V KG PP (Policja Polityczna). W terenie powstały Okręgowe Urzędy oraz Ekspozytury Policji Politycznej.
Ostateczną koncepcję rozdzielenia zadań służby bezpieczeństwa pomiędzy urzędników państwowych i funkcjonariuszy organów porządku publicznego wypracowano po zamachu majowym. 14 lipca 1926 r. pion policji politycznej został oficjalnie rozwiązany. Zadania kontroli sytuacji społeczno-politycznej w kraju powierzono wojewodom i starostom (Wydziały i Referaty Bezpieczeństwa Publicznego, od 1934 r. Wydziały i Referaty Społeczno-Polityczne) nadzorowanym przez Departament Polityczny. Sprawy walki z działalnością antypaństwową przejął natomiast Wydział IV KG PP (Centrala Służby Śledczej).

## Administracja spraw wewnętrznych na uchodźstwie (1939–1990)
Po ataku III Rzeszy na Polskę władze państwowe zostały zmuszone do ewakuacji urzędów. MSW przestało funkcjonować 17 września 1939 r. wraz z internowaniem członków rządu Felicjana Sławoja Składkowskiego w Rumunii. Formalnie Rada Ministrów działała aż do chwili powołania 30 września 1939 w Paryżu przez prezydenta RP Władysława Raczkiewicza Rządu RP na uchodźstwie – gabinetu Władysława Sikorskiego.
Obowiązki Ministra Spraw Wewnętrznych przejął premier i Naczelny Wódz Władysław Sikorski. Do czasu ukształtowania się resortu jego funkcje realizowane były poprzez odpowiednie struktury Prezydium Rady Ministrów. MSW zostało odtworzone dopiero 28 sierpnia 1940 r. po przeniesieniu rządu do Londynu. Kontynuowało ono pracę przedwojennego ministerstwa w znacznie ograniczonym stopniu, najważniejszymi jego zadaniami były: nadzór nad cywilnymi strukturami Polskiego Państwa Podziemnego, zapewnienie łączności z krajem poprzez sieć placówek w Europie i na Bliskim Wschodzie oraz kierowanie Akcją Kontynentalną.
Na początku MSW składało się z trzech Działów: Spraw Krajowych, Politycznego i Kulturalno-Oświatowego. W następnych latach utworzone zostały Sekretariat i Kancelaria Ogólna, przy ministerstwie funkcjonował również Fundusz Kultury Narodowej. Ostateczny kształt resort uzyskał na mocy uchwały Rady Ministrów z 28 grudnia 1943 r. nadającej mu nowy statut organizacyjny. Zatwierdzono wówczas podział na pięć Działów: Ogólny, Społeczny, Bezpieczeństwa, Narodowościowy, Prac Kontynentalnych.
W okupowanej Polsce w 1940 r. została utworzona Delegatura Rządu na Kraj. Odpowiednikiem resortu przy Biurze Delegata Rządu był Departament Spraw Wewnętrznych, na czele którego stali kolejno: Leopold Rutkowski, Kazimierz Bagiński i Stefan Korboński. W 1942 r. struktura departamentu przedstawiała się następująco:
- Departament Spraw Wewnętrznych
  - Wydział Ogólny
  - Wydział Samorządowy
  - Wydział Bezpieczeństwa
  - Główny Inspektorat Państwowego Korpusu Bezpieczeństwa
  - Biuro Wschodnie

Przejęcie władzy w Polsce przez komunistów w latach 1944–1945 oznaczało dla rządu w Londynie utratę realnego wpływu na sytuację w kraju. Po utworzeniu Tymczasowego Rządu Jedności Narodowej i cofnięciu uznania przez mocarstwa zachodnie (5 lipca 1945 r.) działalność polskich władz emigracyjnych miała znaczenie głównie symboliczne.
W 1957 r. wprowadzono zmiany w statucie organizacyjnym Ministerstwa Spraw Wewnętrznych na uchodźstwie, zgodnie z którymi do jego zadań należały:
- zbieranie materiałów i informowanie społeczeństwa na emigracji o zmianach dotyczących funkcjonowania administracji państwowej w Polsce Ludowej,
- nadzór nad polskimi organizacjami społecznymi działającymi na emigracji,
- prowadzenie spraw związanych ze zmianą nazwiska i przyjmowaniem obcego obywatelstwa,
- nadawanie, stwierdzanie posiadania i utraty polskiego obywatelstwa.

MSW zostało zniesione w 1963 r. W jego miejsce utworzono Ministerstwo Spraw Krajowych o analogicznym zakresie działania, które istniało do 1990 r. Urząd Ministra Spraw Wewnętrznych przywrócono na krótko w latach 1970–1974 r., obejmowany był wtedy przez kolejnych Prezesów Rady Ministrów.

## Kierownictwo ministerstwa

### Ministrowie spraw wewnętrznych
- Jan Stecki (7 grudnia 1917 r. – 27 lutego 1918 r.)
- Stefan Dziewulski (kierownik) (27 lutego 1918 r. – 4 kwietnia 1918 r.)
- Jan Stecki (4 kwietnia 1918 r. – 5 września 1918 r.)
- Zygmunt Chrzanowski (23 października 1918 r. – 4 listopada 1918 r.)
- Stanisław Ustyanowski (kierownik) (4 listopada 1918 r. – 17 listopada 1918 r.)
- Stanisław Thugutt (17 listopada 1918 r. – 16 stycznia 1919 r.)
- Stanisław Wojciechowski (16 stycznia 1919 r. – 9 czerwca 1920 r.)
- Józef Kuczyński (kierownik) (23 czerwca 1920 r. – 24 lipca 1920 r.)
- Leopold Skulski (24 lipca 1920 r. – 28 czerwca 1921 r.)
- Władysław Raczkiewicz (28 czerwca 1921 r. – 13 września 1921 r.)
- Stanisław Downarowicz (19 września 1921 r. – 5 marca 1922 r.)
- Antoni Kamieński (10 marca 1922 r. – 11 grudnia 1922 r.)
- Ludwik Darowski (kierownik) (11 grudnia 1922 r. – 14 grudnia 1922 r.)
- Władysław Sikorski (16 grudnia 1922 r. – 26 maja 1923 r.)
- Władysław Kiernik (28 maja 1923 r. – 15 grudnia 1923 r.)
- Władysław Sołtan (19 grudnia 1923 r. – 21 marca 1924 r.)
- Zygmunt Hübner (21 marca 1924 r. – 7 listopada 1924 r.)
- Cyryl Ratajski (17 listopada 1924 r. – 14 czerwca 1925 r.)
- Władysław Raczkiewicz (15 czerwca 1925 r. – 5 maja 1926 r.)
- Stefan Smólski (10 maja 1926 r. – 15 maja 1926 r.)
- Kazimierz Młodzianowski (15 maja 1926 r. – 30 września 1926 r.)
- Felicjan Sławoj Składkowski (2 października 1926 r. – 7 grudnia 1929 r.)
- Henryk Józewski (9 grudnia 1929 r. – 3 czerwca 1930 r.)
- Felicjan Sławoj Składkowski (3 czerwca 1930 r. – 22 czerwca 1931 r.)
- Bronisław Pieracki (23 czerwca 1931 r. – 15 czerwca 1934 r.)
- Leon Kozłowski (16 czerwca 1934 r. – 28 czerwca 1934 r.)
- Marian Zyndram-Kościałkowski (28 czerwca 1934 r. – 12 października 1935 r.)
- Władysław Raczkiewicz (13 października 1935 r. – 15 maja 1936 r.)
- Felicjan Sławoj Składkowski (16 maja 1936 r. – 30 września 1939 r.)

### Podsekretarze stanu (wiceministrowie)
- Stanisław Ustyanowski (23 maja 1918 r. – 15 lutego 1919 r.)
- Norbert Barlicki (7 stycznia 1919 r. – 17 stycznia 1919 r.)
- Józef Beck (31 stycznia 1919 r. – 20 lutego 1920 r.)
- Juliusz Dunikowski (6 marca 1920 r. – 23 października 1922 r.)
- Józef Kuczyński (6 sierpnia 1920 r. – 1 listopada 1921 r.)
- Karol Olpiński (30 grudnia 1922 r. – 21 maja 1926 r.)
- Feliks Dutkiewicz (13 kwietnia 1924 r. – 12 lipca 1924 r.)
- Stefan Smólski (24 grudnia 1924 r. – 14 czerwca 1925 r.)
- Maurycy Jaroszyński (12 października 1926 r. – 19 kwietnia 1929 r.)
- Bronisław Pieracki (19 kwietnia 1929 r. – 4 grudnia 1930 r.)
- Kazimierz Stamirowski (6 grudnia 1930 r. – 17 listopada 1931 r.)
- Władysław Korsak (6 grudnia 1930 r. – 30 września 1939 r.)
- Bronisław Nakoniecznikow-Klukowski (17 listopada 1931 r. – 1 listopada 1932 r.)
- Mikołaj Dolanowski (2 listopada 1932 r. – 28 czerwca 1934 r.)
- Tadeusz Krychowski (11 lipca 1934 r. – 17 września 1935 r.)
- Henryk Kawecki (17 września 1935 r. – 5 lutego 1937 r.)
- Jerzy Paciorkowski (5 lutego 1937 r. – 26 stycznia 1938 r.)
- Bronisław Nakoniecznikow-Klukowski (26 stycznia 1938 r. – 30 września 1939 r.)

### Ministrowie spraw wewnętrznych na uchodźstwie
- Władysław Sikorski (30 września 1939 r. – 10 października 1940 r.)
- Stanisław Kot (10 października 1940 r. – 3 września 1941 r.)
- Stanisław Mikołajczyk (3 września 1941 r. – 14 lipca 1943 r.)
- Władysław Banaczyk (14 lipca 1943 r. – 24 listopada 1944 r.)
- Zygmunt Berezowski (29 listopada 1944 r. – 10 lutego 1949 r.)
- Roman Odzierzyński (kierownik) (7 kwietnia 1949 r. – 25 września 1950 r.)
- Jerzy Hryniewski (25 września 1950 r. – 13 maja 1954 r.)
- Władysław Dziadosz (8 czerwca 1954 r. – 5 sierpnia 1954 r.)
- Stanisław Lubodziecki (kierownik) (5 sierpnia 1954 r. – 22 czerwca 1955 r.)
- Jerzy Ścibor (8 sierpnia 1955 r. – 28 marca 1957 r.)
- Stanisław Pomianowski (kierownik) (15 kwietnia 1957 r. – 8 września 1959 r.)
- Stanisław Pomianowski (8 września 1959 r. – 26 września 1963 r.)
- Zygmunt Muchniewski (3 czerwca 1971 r. – 14 lipca 1972 r.)
- Alfred Urbański (18 lipca 1972 r. – 9 stycznia 1974 r.)